# Staffan Thorsell
Per Staffan Thorsell, född 19 januari 1943 i Mariestad, Skaraborgs län (Västergötland), är en svensk journalist och författare.
Thorsell var i sin ungdom engagerad i Folkpartiets ungdomsförbund (FPU). År 1962 var han ordförande för Sveriges Elevers Centralorganisation - SECO. År 1977 anställdes han på Expressen, där han var redaktionschef från 1977 till 1991, korrespondent i USA från 1992 till 1996 och chefredaktör från 1997 till 2001.
Hösten 2004 utkom han med boken Sverige i Vita huset som handlar om svenska statsministrars besök hos USA:s presidenter. Hösten 2006 utkom han med den uppmärksammade Mein lieber Reichskanzler! som tar upp kontakterna mellan det officiella Sverige och Tyskland under andra världskriget. Titeln, (tyska för "min käre rikskansler!"), kommer av inledningen på det brev som Gustaf V under andra halvan av 1941 i hemlighet skickade till Tysklands rikskansler Adolf Hitler för att gratulera denne till framgångarna på östfronten.  Hans fjärde bok Warszawasvenskarna utkommen 2014 berättar om en grupp svenska affärsmän i det av tyskarna under andra världskriget ockuperade Warszawa och deras samarbete med den polska motståndsrörelsen.
Staffan Thorsell blev ordförande i Hammarby Fotboll AB sommaren 2009, men avgick i oktober samma år efter bland annat hot från upprörda supportrar till föreningen.